# 朱貴烰
益陽安僖王朱貴烰（1412年—1448年），明朝遼藩第一代益陽王，遼簡王朱植的庶第九子。

## 生平
永樂二十二年（1424年），封益陽王。
正統十三年（1448年），朱貴烰去世，享年三十七歲，諡號安僖。四年後，嫡長子朱豪㙨襲爵。

## 家庭

### 妻
- 鄭氏，遼府教授鄭亨女，宣德七年（1432年）冊為益陽王妃[3]

### 子
- 嫡長子：益陽懿簡王朱豪㙨
- 第二子：鎮國將軍朱豪墴[4]
  - 嫡長子：輔國將軍朱恩鈒[5]，天順四年（1460年）三月賜名[6]
    - 庶長子：朱寵淏，弘治十三年（1500年）七月賜名[7]
    - 庶次子：朱寵沼，弘治十八年（1505年）二月賜名[8]
    - 庶四子：朱寵泔，弘治十八年（1505年）二月賜名[8]

  - 第二子：輔國將軍朱恩𨨺[5]
    - 庶長子：朱寵淙，弘治九年（1495年）七月賜名[9]
    - 庶次子：朱寵濯，弘治九年（1495年）七月賜名[9]
    - 庶三子：朱寵涪，弘治十四年（1501年）七月賜名[10]

### 女
- 上溪縣主，儀賓藺廣[11]